# Open Season (album)
Pour les articles homonymes, voir Open Season.
Albums de Feist
Let It Die The Reminder
Open Season est un album de la chanteuse canadienne Feist, sorti en 2006.

## Titres
1. One Evening (Gonzales Solo Piano)
2. Inside+Out (Apostle Of Hustle Unmix Live At Bbc)
3. Mushaboom (Mocky Mix)
4. Gatekeeper (One Room One Hour Mix)
5. Lonely Lonely (Frisbee'D Mix)
6. Mushaboom (K-Os Mix)
7. Snow Lion
8. Tout Doucement
9. The Simple Story (Jane Birkin en duo avec Feist)
10. Lovertits
11. Mushaboom (Postal Service Mix)
12. Gatekeeper (Do Right Mix)
13. One Evening (Vv Mix)
14. When I Was A Young Girl (Vv Mix)
15. Mushaboom (Vv Mix)